# Sphaeropsis thecicola
Sphaeropsis thecicola är en svampart som beskrevs av Berk. 1850. Sphaeropsis thecicola ingår i släktet Sphaeropsis, divisionen sporsäcksvampar och riket svampar.   Inga underarter finns listade i Catalogue of Life.